# Oktogon (Budapest)

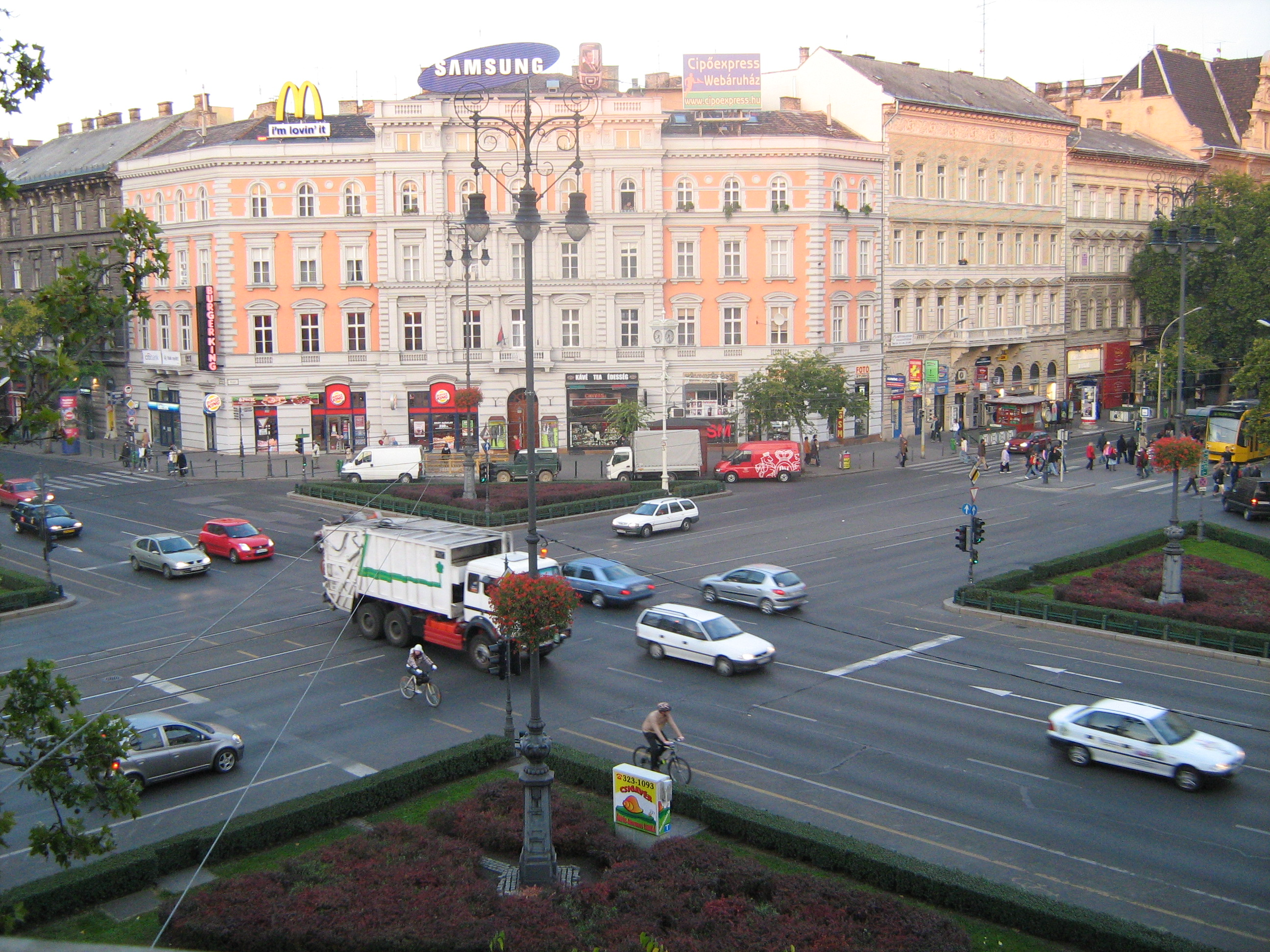
Oktogon (2008)

Das Oktogon (in Adressbezeichnungen Oktogon tér „Oktogonplatz“) ist eine innerstädtische Verkehrskreuzung in Budapest. Hier überschneiden sich der Teréz körút benannte Abschnitt der Großen Ringstraße (Nagykörút, ehemals Lenin körút) in nordwestlich-südöstlicher Richtung und die rechtwinklig dazu verlaufende Andrássy út.
Am Oktogon befindet sich eine Straßenbahnhaltestelle der Linien 4 und 6, eine Bushaltestelle der Linie 105 und unter dem Platz eine Station der Linie M1 der Metró Budapest.

## Name und Geschichte
Der Name Oktogon verweist auf die achteckige Gestaltung des Platzes durch die Anfang der 1870er Jahre nach Plänen von Antal Szkalnitzky errichteten Gebäude. 1936 wurde er in Mussolini tér („Mussolini-Platz“) und 1945 in November 7. tér („Platz des 7. November“) umbenannt, bevor er 1990 seinen ursprünglichen Namen zurückerhielt.
Seit seiner Errichtung im Zuge der Stadterweiterung Ende des 19. Jahrhunderts ist der Platz eine der großen Verkehrskreuzungen zwischen Westbahnhof und der Pester City. Er präsentiert sich heute als Standort vieler (Fast Food)-Restaurantketten.